# Карасук (Павлодарская область)
Карасук (каз. Қарасуық) — село в Теренкольском районе Павлодарской области Казахстана. Входит в состав Песчанского сельского округа. Код КАТО — 554863300.

## Население
В 1999 году население села составляло 124 человека (61 мужчина и 63 женщины). По данным переписи 2009 года, в селе проживало 254 человека (129 мужчин и 125 женщин).